# Thái An, Sơn Đông
Thái An (tiếng Trung: 泰安; bính âm: Tài'ān) là một địa cấp thị ở tỉnh Sơn Đông Trung Quốc. Thái An bao quanh núi Thái Sơn, và giáp với tỉnh lỵ Tế Nam về phía Bắc, Lai Vu về phía Đông Bắc, Truy Bác về phía Đông, Lâm Nghi về phía Đông Nam, Liêu Thành về phía cực Tây và Tể Ninh về phía Nam. Về phía Tây, Thái An được tách ra khỏi tỉnh Hà Nam bởi sông Hoàng Hà.

## Hành chính
Địa cấp thị Thái An có 12 đơn vị cấp huyện, bao gồm 2 quận nội thành, 2 thành phố cấp huyện và 2 huyện.
- Khu Thái Sơn (泰山区)
- Khu Đại Nhạc (岱岳区)
- Thành phố cấp huyện Tân Thái (新泰市)
- Thành phố cấp huyện Phì Thành (肥城市)
- Huyện Ninh Dương (宁阳县)
- Huyện Đông Bình (东平县)

## Phong cảnh

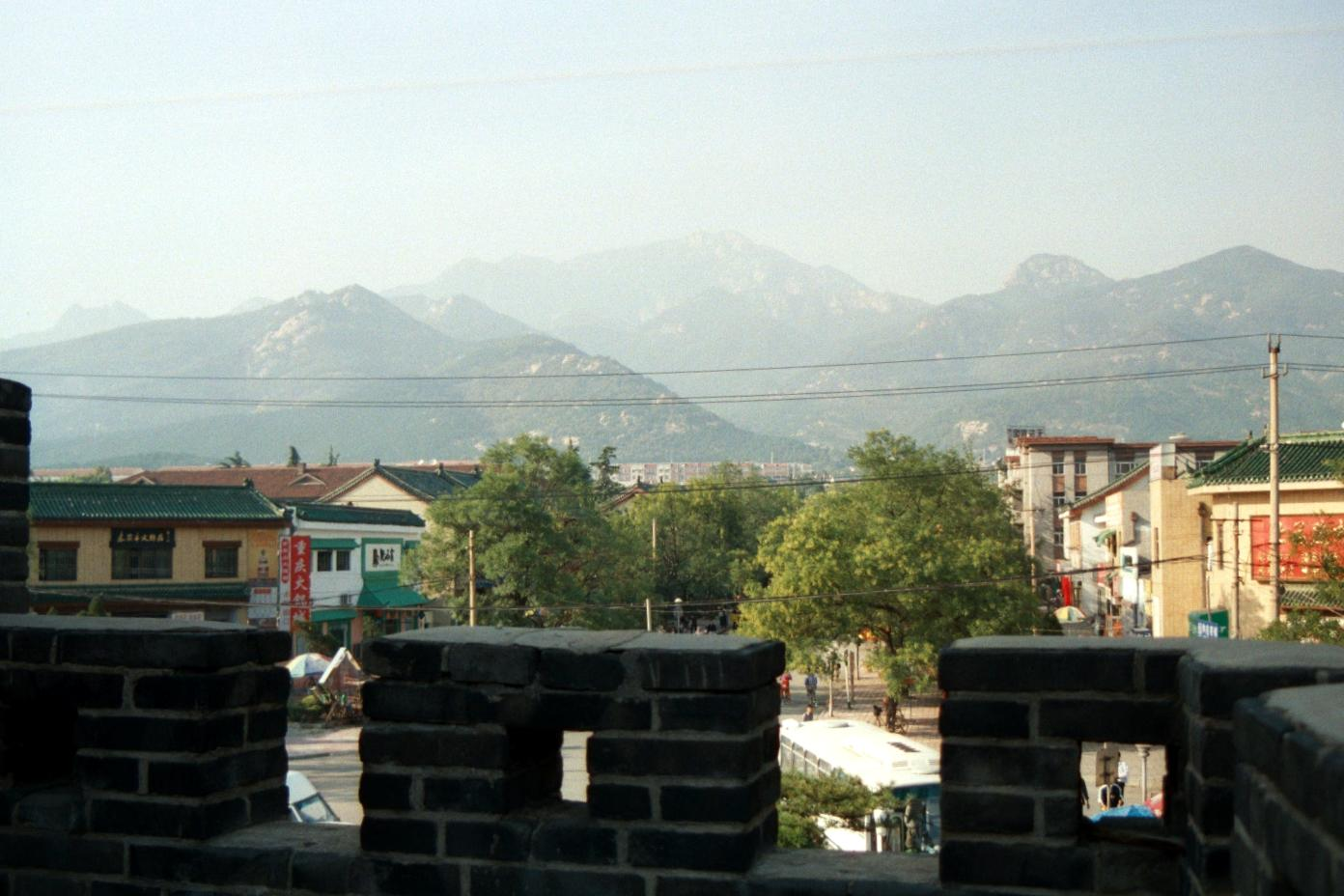
Thái An